# Doran
Doran és una població dels Estats Units a l'estat de Minnesota. Segons el cens del 2000 tenia 59 habitants.

## Demografia
Segons el cens del 2000, Doran tenia 59 habitants, 24 habitatges, i 15 famílies. La densitat de població era de 108,5 habitants per km².
Dels 24 habitatges en un 33,3% hi vivien nens de menys de 18 anys, en un 54,2% hi vivien parelles casades, en un 4,2% dones solteres, i en un 37,5% no eren unitats familiars. En el 29,2% dels habitatges hi vivien persones soles el 12,5% de les quals corresponia a persones de 65 anys o més que vivien soles. El nombre mitjà de persones vivint en cada habitatge era de 2,46 i el nombre mitjà de persones que vivien en cada família era de 3,07.
Per edats la població es repartia de la següent manera: un 18,6% tenia menys de 18 anys, un 11,9% entre 18 i 24, un 33,9% entre 25 i 44, un 22% de 45 a 60 i un 13,6% 65 anys o més.
L'edat mediana era de 40 anys. Per cada 100 dones de 18 o més anys hi havia 108,7 homes.
La renda mediana per habitatge era de 26.250 $ i la renda mediana per família de 56.250 $. Els homes tenien una renda mediana de 30.833 $ mentre que les dones 23.750 $. La renda per capita de la població era de 15.959 $. Entorn del 12,5% de les famílies i el 15,5% de la població estaven per davall del llindar de pobresa.

## Poblacions més properes
El següent diagrama mostra les poblacions més properes.